# ドン・ケイ
ドナルド・R・ケイ（Donald R. Kaye、1938年6月27日－1975年1月31日）は、『ダンジョンズ&ドラゴンズ』（『D&D』）ロールプレイングゲームを出版したことで有名なゲーム出版社、タクティカル・スタディーズ・ルールズ(TSR)の共同創設者である。彼は同じくTSRの共同創設者であるゲイリー・ガイギャックスとは子供時代からの友人であり、ミニチュア・ウォーゲームへの興味を共有していた。1972年、ケイは『D&D』で最初のキャラクターの1人である「マーリンド」を作成し、ガイギャックスの「グレイホーク城」キャンペーンでテストプレイを行った。ケイとガイギャックスは『D&D』やそれと同様のゲーム販売が卓越したビジネスチャンスであることを確信し、1973年にタクティカル・スタディーズ・ルールズ(TSR)を共同創設した。しかしそれからたった2年後、『D&D』の売上げが上昇し始めたのとちょうど同時期に、ケイは突然の心臓発作により36歳で亡くなった。

## 若年期と初期のゲーム
ドン・ケイは1938年6月27日に生まれた。彼はウィスコンシン州レイク・ジェニーバで成長し、6歳の時にガイギャックス（当時はシカゴから訪問しており、1946年にこの町に移住した）と友人となった。彼らは1953年にミニチュア・ウォーゲームをプレイし始めた。ガイギャックスとケイは54mmと70mmのフィギュアを大量に収集しており、それらのために独自のミニチュアルールを作成し、爆発をシミュレートするために爆竹を使用していた。1965年、ケイ、ガイギャックス、マイク・リース、レオン・タッカーらはミリタリーミニチュア同好会であるレイク・ジェニーバ・タクティカル・スタディーズ・アソシエイション(LGTSA)を設立し、その最初の本部をガイギャックス家の地下室とし、後にはケイの家のガレージで会合を行った。

## TSRの創設
1972年の秋、ミネアポリス・セントポール都市圏近郊に住むウォーゲーム愛好家であるデイヴ・アーンソンは、LGTSAの会合において新しい種類のゲームであるロールプレイングゲームを実演した。ガイギャックスはそれに触発され、想像上の「グレイホーク城」を舞台とした類似のゲームを作り出し、自分の子供達であるアーニーとエリスに「キャラクターを作って冒険しよう」と呼びかけた。翌晩、ケイは同じくガイギャックスの友人であるロブ・クンツとテリー・クンツと共にゲームに加わった。ケイはキャラクターとして「マーリンド」、ロブ・クンツは「ロビラー」、テリー・クンツは「テリック」をそれぞれ作成した。ケイはGen ConVI（1973年）において、『ダンジョンズ&ドラゴンズ』の試作品が非常に熱狂的にプレイされているのを目の当たりにし、ガイギャックスにこのゲームを自分達自身で販売するために会社を創立しようと提案した。このゲームの潜在的な需要に気付き、ケイとガイギャックスは出版社タクティカル・スタディーズ・ルールズを創立するために各々1,000ドルずつを投資した 。ケイは自分の持ち分を自身の生命保険から借用した。TSRは最初、ケイの自宅の食堂で運営されていた。彼らはすぐにイングランド内戦を扱ったミニチュアゲームである『キャバリアズ・アンド・ラウンドヘッズ』を出版し、その収益で『D&D』を印刷、出版することを計画した。しかしながら1974年、他の企業によって類似の製品が展開されるおそれがあったため、彼らはそれ以上待たないことに決め、ゲーム仲間であったブライアン・ブルームが1/3の対等な共同経営者としてTSRに出資するよう説得した。1974年1月、彼らは『D&D』を1,000部印刷し、ガイギャックス家の地下室において手作業でセット組を行った。製品の保管と出荷はケイの自宅で行われた。初版は1974年中に売り切れ、第2刷の売上げは急激に増加し始めた。1974年末、ケイは『ブーツヒル』と呼ばれる新たな西部劇ジャンルのゲームのルール開発を手伝った。

## 死と遺産
1975年初頭、3ケイは心臓手術を必要としており、彼はその事実を共同経営者達にも告げていなかった。そのため、手術予定日前の1975年1月31日にケイが突然の心臓発作を起こして死亡した際に、ガイギャックスとブルームは何の準備もできていなかった。
ケイはTSRの1/3の持ち分について遺言書による指定をしていなかったため、彼の持ち分は妻に相続されたが、彼女はTSRに対して何の興味も持っていなかった。ガイギャックスは「ドンが亡くなった後、（ケイの妻は）タクティカル・スタディーズ・ルールズ関連の全ての資材を私の家の玄関前に投げ出していった。彼女が共同経営者となった場合、経営を継続するのは不可能であっただろう。」と述懐した。ガイギャックスもブルームも2人ともケイの妻が所有する株式を正式に買収するだけの資金を持っていなかったが、ブルームは自分の父であるメルビン・ブルームがそれを買い取ることを許可するようにガイギャックスを説得した。会社はブルーム一家が企業支配権を持つ形で、TSRホビー社として改編された。
1975年、ガイギャックスとブルームは、ケイを偲んで『ブーツヒル』を出版した。ガイギャックスは1983年3月発売の『ドラゴン・マガジン』71号でケイのキャラクターであった「マーリンド」に脚光を浴びせた。翌年、ガイギャックスは『アンアースド・アルカナ』で2つの呪文（マーリンドズ・オーガ、マーリンドズ・ボイド）と1つのアイテム（マーリンドズ・スプーン）にマーリンドの名を使用することにより、ケイに対する新たな賛辞を呈した。